# Ukrainistyka
Ukrainistyka – dział slawistyki zajmujący się badaniem literatury, języka i kultury ukraińskiej. Jest to też potoczna nazwa kierunku studiów związanego z tymi badaniami.

## Ukrainistyka w Polsce
Samodzielne kierunki ukrainistyczne prowadzono w sześciu polskich szkołach wyższych:
- Uniwersytet Warszawski,
- Uniwersytet Jagielloński,
- Uniwersytet Wrocławski[1],
- Uniwersytet Marii Curie-Skłodowskiej w Lublinie,
- Uniwersytet im. Adama Mickiewicza w Poznaniu,
- Uniwersytet Warmińsko-Mazurski w Olsztynie.

Oprócz tego języka ukraińskiego w ramach innych kierunków studiów nauczano w takich ośrodkach jak:
- Uniwersytet Szczeciński,
- Uniwersytet Śląski w Katowicach,
- Państwowa Wyższa Szkoła Wschodnioeuropejska w Przemyślu,
- Katolicki Uniwersytet Lubelski[2][3].